# Boroqul
Boroqul fou un general mongol de Genguis Kan.
Quan Genguis Kan ja havia estat proclamat dels mongols (ho fou el 1194), però encara era vassall de Wang Khan dels kerait, hi va haver una guerra entre naimans i kerait. En la part final de la lluita els naiman van envair el país kerait, i Djagambu (germà de Wang khan) i Ilqa Sangun (fill de Wang Khan) van haver de fugir. Wang va cridar en ajut a Genguis Kan que li va enviar els seus «quatre grans guerrers» (dorben kulu'ud) és a dir a Bo'ortchu, Muqali, Boroqul i Tchila'un, que van salvar al darrer moment a Sangun, van expulsar els naiman de les terres kerait i van recuperar el bestiar agafat pels naiman. Qassar, germà de Genguis Kan, va acabar la campanya amb una gran victòria sobre els naiman.
El 1203 es va produir la ruptura entre mongols propis i kerait. Els keraits i els seus aliats van iniciar un atac, i Genguis Kan es va retirar a la serralada de Maooundur i després cap a la muntanya Alan o Nga-lan, contrafort de la cadena del Khingan, prop del naixement del Khalkha-gol. La batalla decisiva es va produir poc després i la superioritat numèrica dels kerait va obligar a Genguis Kan a retirar-se en arribar la nit i poc després se li van unir les forces que dirigien el seu fill Ogodai (que va ser ferit) i els seus lloctinents Bo'ortchu i Boroqul. Genguis va iniciar la retirada seguint el Khalkha-gol.